# Simsbury
Simsbury è un comune di 23.656 abitanti degli Stati Uniti d'America, situato nella Contea di Hartford nello Stato del Connecticut.